# Pianacci
Pianacci es una curazia situada en el castello (municipio) de Fiorentino (San Marino).